# Universität Ostfinnland

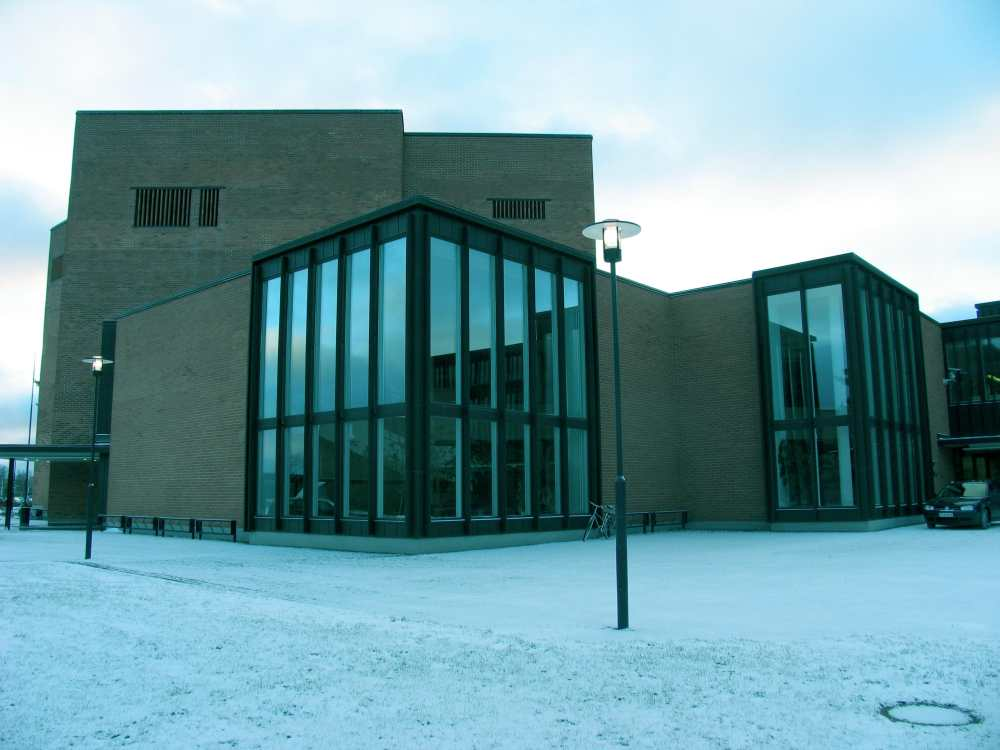
Universitätsgebäude Carelia auf dem Campus Joensuu

Die Universität Ostfinnland (finnisch Itä-Suomen yliopisto; schwedisch Östra Finlands universitet) wurde 2010 durch eine Fusion der vormaligen Universitäten in Joensuu (Jouensuun yliopisto) und Kuopio (Kuopion yliopisto) gegründet. Zur Universität gehören deshalb ein Campus in Joensuu und einer in Kuopio. Ein kleinerer Campus in Savonlinna wurde 2018 geschlossen. 
Die Universität Ostfinnland ist eine der bedeutendsten Universitäten Finnlands. Ihre zwei Standorte Joensuu und Kuopio kommen insgesamt auf 15.500 Studierende und etwa 2700 Beschäftigte.

## Forschung und Lehre
Mit vier Fakultäten – Philosophie (in Joensuu), Natur- und Forstwissenschaften (Joensuu/Kuopio), Gesundheitswissenschaften (Kuopio) sowie Sozial- und Handelswissenschaften (Joensuu/Kuopio) – und mehr als 100 Hauptfächern ist ein vielfältiges Curriculum möglich.
Auf das Miteinander unterschiedlicher Wissenschaftszweige wird besonderer Wert gelegt. Die Forschungsschwerpunkte sind Wald und Umwelt, Gesundheit und Wohlbefinden sowie Neue Technologien und Materialien.
Die Universität unterhält ein umfassendes Netz internationaler Beziehungen und Austauschprogramme für Forschende, Lehrkräfte und Studierende. Die Zahl der bilateralen Kooperationsabkommen mit ausländischen Universitäten liegt derzeit bei rund 100. Hinzu kommen Mitgliedschaften in einer Vielzahl von internationalen Netzwerken und Projektgemeinschaften.
An der Universität besteht seit 1988 die Möglichkeit, orthodoxe Theologie zu studieren. In Finnland wird für die Arbeit als orthodoxer Priester, Kantor oder als Religionslehrer in der Schule – entsprechend der Evangelisch-Lutherischen Staatskirche – ein Hochschulstudium gefordert. Die Universität Ostfinnland ist die einzige Hochschule des Landes, die einen kompletten entsprechenden Masterstudiengang anbietet – den „Master in Orthodoxer Theologie“ –, der für die Arbeit als Priester qualifiziert. Dazu gibt es eine kirchenmusikalische Spezialisierung für den Beruf des Kantors, und eine pädagogische Spezialisierung für Religionslehrer. In der Nähe der Universität befindet sich das orthodoxe Priesterseminar, an dem jene Theologiestudenten, die später in der orthodoxen Kirche arbeiten wollen, angewandte theologische Studien, einschließlich liturgischer Übungen, betreiben.

## Personen
- Pekka Puska (* 1945), Experte für Public Health, absolvierte die Universität in Kuopio
- Michael Rießler (* 1971), Sprachwissenschaftler, seit 2020 Professor an der Universität